# Place Gérard Dou
La place Gérard Dou (en néerlandais : Gerard Douplein) est une place de la ville d'Amsterdam, située dans le quartier du Pijp, dans l'arrondissement de Zuid.
Située à une seule minute à pied du marché le plus animé de la ville, le Albert Cuypmarkt, au croisement de Eerste van der Helststraat et Gerard Doustraat, elle a été baptisée en l'honneur du peintre néerlandais du Siècle d'Or Gérard Dou. Bien qu'étant de taille plus modeste, Gerard Douplein, qui compte de nombreux restaurants et bars est l'une des places les plus animées du Pijp avec Marie Heinekenplein.